# Verkehrsgewerbe
Der Begriff Verkehrsgewerbe ist eine Sammelbezeichnung für die gewerbsmäßige Beförderung von Personen und Gütern sowie die in diesem Bereich tätigen Berufe.
Aufgrund der unterschiedlichen Technologien bei den eingesetzten Verkehrsmitteln gibt es zahlreiche Spezialisierungen.
Zu den Berufsbezeichnungen des Verkehrsgewerbes gehören:
- Busfahrer
- Fernfahrer
- Lokführer
- Spediteur
- Taxifahrer
- Zugführer
- Kaufmann für Verkehrsservice
- Fachwirt für Güterverkehr und Logistik